# Серхетабадский этрап
Серхетабадский этрап (туркм. Serhetabat etraby) — бывший этрап в Марыйском велаяте Туркменистана. Административный центр этрапа — город Серхетабад.
Образован в апреле 1930 года как Кушкинский район Туркменской ССР.
В июне 1937 Кушкинский район был упразднён.
В июле 1977 Кушкинский район был восстановлен в составе Марыйской области.
В 1992 году Кушкинский район вошёл в состав Марыйского велаята и был переименован сначала в Кушкинский этрап, а затем в Серхетабадский этрап.
9 ноября 2022 года Серхетабадский этрап был упразднён, а его территория передана в Тагтабазарский этрап.

## Населённые пункты
- Серхетабад, город
- Полтавский, посёлок
- Серхетли, посёлок

## История
В 1884 году Пендинский оазис был присоединён к Российской империи. В 1890 году на берегу реки Кушка была заложена русская военная крепость Кушка. Долгие годы этот приграничный район Туркменистана был закрыт для посещения гражданами, так как являлся опорным пунктом русских войск, а позднее и советских войск на границе с Афганистаном.

## Экономика района
До 1968 года в Тахтабазарском районе, куда входил и упразднённый в 1937 году Кушкинский район, было развито верблюдоводство. Но после вспышки эпизоотии чумы верблюдов на юге Туркменистана численность этого вида животных уже не превышала 500—700 голов жительство. В 1970-е годы в районе был организован каракулеводческий совхоз «Пограничник». По территории района проходит железная дорога до приграничного афганского города Турагунди.